# Leeanda Reddy
Leeanda Antoinette Reddy es una actriz sudafricana, conocida por sus papeles en las populares series de televisión Cape Town, Scandal! e Isidingo.

## Biografía
Reddy nació en Durban, Sudáfrica y pasó su infancia en las ciudades de Chatsworth y Phoenix en Durban. Completó su educación en la escuela secundaria Crystal Point y posteriormente se licenció con su licenciatura en Oratoria y Drama en la Universidad de KwaZulu-Natal en Durban.
Está casada con Clive Chetty y tiene dos hijos: Yorke y Zion Chetty.

## Carrera
Comenzó su carrera como actriz con producciones teatrales en distintos escenarios de Sudáfrica, como los teatros Opera and Loft,  Market and Civic, Durban, Sneddon y Grahamstown. Más tarde, su talento fue reconocido por el Consejo Indio de Relaciones Culturales (ICCR), donde fue invitada a presentar una obra en solitario At the Edge. La obra se representó en el Festival Internacional de Teatro de Nueva Delhi, India, en 2000. Su personaje se convirtió en un gran avance en su carrera como actriz. Ha actuado en Sudáfrica, India y Escocia.
Se unió a la televisión y condujo el programa de revistas 'Big City'. Luego, fue la presentadora del programa 'Citylife'. En 2005, fue invitada a interpretar el papel de 'Vanashree Devan' en la telenovela de eTV Scandal!. Interpretó el papel hasta 2006 y luego se unió a la serie Backstage del mismo canal. 
En 2008, actuó con Leon Schuster en la película de comedia Mr. Bones 2: Back from the Past. También es cofundadora de la productora cinematográfica 'Mustard Seed Productions' fundada en 2008 con su amiga, Krijay Govender. En 2012, protagonizó la obra iNkaba como 'Prevashnee'. En 2015, se unió al elenco de la popular telenovela Isidingo como 'Priya Kumar'. En 2016, fue nominada al premio SAFTA a la Mejor Actriz Principal.
En 2013, participó junto a Naomi Watts en la película Diana. En 2016, actuó en la serie de televisión de suspenso criminal Ciudad del Cabo , dando vida al personaje de 'Kumari Nayar'. En 2017, apareció en la película internacional The Dark Tower e interpretó el papel de 'Dra. Weizak 'junto con el reconocido actor Idris Elba.
Además de la actuación, se ha desempeñado como escritora, directora y productora de teatro. También se ha desarrollado como comediante actuando en teatros tanto internacionales como locales. En escenarios ha representado papeles de comedias que incluyen a Lady Macbeth en Macbeth, 'Viola' en Ralph, y 'Titania' en El sueño de una noche de verano. También interpretó a treinta personajes diferentes en un programa de una sola mujer titulado Ronnie Govender.

## Filmografía
| Año  | Título                          | Rol                                  | Tipo                    | Ref.  |
| ---- | ------------------------------- | ------------------------------------ | ----------------------- | ----- |
| 2005 | Scandal!                        | Vanashree Devan                      | Serie de televisión     |       |
| 2008 | Life Is Wild                    | Airline Sales Assistant              | Serie de televisión     |       |
| 2008 | Mr. Bones 2: Back from the Past | Reshmi                               | Película                |       |
| 2012 | iNkaba                          | Prevashnee                           | Serie de televisión     |       |
| 2013 | Diana                           | Nasreen                              | Película                | [ 4 ] |
| 2015 | Isidingo                        | Detective Inspector Priyanka Naicker | Serie de televisión     |       |
| 2015 | Cape Town                       | Kumari Nayar                         | Miniserie de televisión |       |
| 2015 | Zero Tolerance                  | Rekha Patel                          | Película                |       |
| 2017 | The Dark Tower                  | Dr. Weizak                           | Película                |       |
| 2019 | 3 Days to Go                    | Janet                                | Película                |       |
| 2020 | Legacy                          | Nirvana                              | Serie de televisión     |       |